# ハル・ギャルパー
ハル・ギャルパー（Hal Galper、1938年4月18日 - 2025年7月18日）は、アメリカのジャズ・ピアニスト、作曲家、編曲家、バンドリーダー、教育者、作家。

## 略歴
アメリカ合衆国マサチューセッツ州セイラム生まれ。少年時代はクラシック・ピアノを習っていたが、ジャズに転向し、1955年から1958年までバークリー音楽大学で学んだ。ハーブ・ポメロイのクラブ「ザ・ステーブル」によく通い、ジャッキー・バイアード、アラン・ドウソン、サム・リヴァースといった地元ボストンのミュージシャンたちの演奏を聴いていた。ザ・ステイブルでピアノを弾き始め、後にターンパイクのコネリーズ・アンド・レニーズでも専属ピアニストを務めた。その後、ポメロイのバンドでも活動。
後にチェット・ベイカーやスタン・ゲッツと共演し、ジョー・ウィリアムズ、アニタ・オデイ、クリス・コナーといったボーカリストの伴奏も務めた。
1973年から1975年の間、ギャルパーはジョージ・デュークに代わってキャノンボール・アダレイ・クインテットで演奏した。1970年代後半にはニューヨークとシカゴのジャズ・クラブで演奏。この頃、ギャルパーはギタリストのジョン・スコフィールドとEnjaレーベルで数回レコーディングを行った。
1980年から1990年の10年間、彼はフィル・ウッズのクインテットのメンバーを務めた。
ギャルパーは1990年8月にウッズのグループを離れ、ドラムのスティーヴ・エリントンとベースのジェフ・ジョンソンを加えた新しいトリオでツアーとレコーディングを開始した。1990年から1999年にかけて、彼のグループは年間6ヶ月間ツアーに出た。
ギャルパーは教育者としても国際的に知られている。彼の理論的および実践的な論文は『ダウン・ビート』誌の6版に掲載されている。舞台恐怖症の心理学に関する彼の学術論文は、もともと『Jazz Educators Journal』誌に掲載され、その後、他の4つの出版物に転載されている。
彼はパーチェス大学とニュースクール・フォー・ジャズ・アンド・コンテンポラリー・ミュージックの教員を務めている。
2025年7月18日死去。87歳没。

## ディスコグラフィ

### リーダー・アルバム
- 『ゲリラ・バンド』 - The Guerilla Band (1971年、Mainstream)
- 『ワイルド・バード』 - Wild Bird (1972年、Mainstream)
- 『インナー・ジャーニー』 - Inner Journey (1973年、Mainstream)
- 『ウィンドウズ』 - Windows (1976年、SteepleChase) ※with リー・コニッツ
- 『ナウ・ヒア・ディス』 - Now Hear This (1977年、Enja) ※with 日野皓正
- 『リーチ・アウト!』 - Reach Out! (1977年、SteepleChase) ※with ブレッカー・ブラザーズ
- 『スピーク・ウィズ・ア・シングル・ヴォイス』 - Speak with a Single Voice (1979年、Century)
- 『アイヴォリー・フォレスト』 - Ivory Forest (1980年、Enja)
- 『ドリームスヴィル』 - Dreamsville (1987年、Enja)
- Naturally (1987年、Blackhawk)
- 『ポートレイト』 - Portrait (1989年、Concord Jazz)
- 『エアジン』 - Live at Maybeck Recital Hall, Volume Six (1990年、Concord Jazz)
- Invitation to a Concert (1991年、Concord)
- 『ハル・ギャルパー・フィーチャリング・ブレッカー・ブラザーズ・ライヴ '78』 - Redux '78 (1991年、Concord Jazz)
- Live at Port Townsend '91 (1991年、Double-Time)
- Tippin'  (1993年、Concord Jazz)
- Live at Vartan Jazz (1994年、Vartan Jazz)
- 『ジャスト・アス』 - Just Us (1994年、Enja) ※with ジェリー・バーガンジィ
- 『リバップ』 - Rebob (1995年、Enja) ※with ジェリー・バーガンジィ
- Let's Call This That (1999年、Double-Time)
- Agents of Change (2006年、Fabola)
- Furious Rubato (2007年、Origin)
- Art-Work (2009年、Origin)
- E Pluribus Unum (2010年、Origin)
- Trip the Light Fantastic (2011年、Origin)
- Airegin Revisited (2012年、Origin)
- Cubist (2018年、Origin)[5]

### 参加アルバム
キャノンボール・アダレイ
- 『インサイド・ストレート』 - Inside Straight (1973年、Fantasy)
- 『ラヴ・セックス・アンド・ザ・ゾディアック』 - Love, Sex, and the Zodiac (1973年、Fantasy)
- Pyramid (1974年、Fantasy)

ナット・アダレイ
- Double Exposure (1975年、Prestige)

フランコ・アンブロゼッティ
- 『ハート・バップ』 - Heartbop (1981年、Enja)

チェット・ベイカー
- 『ザ・モスト・インポータント・ジャズ・アルバム・オブ 1964-65』 - The Most Important Jazz Album of 1964/65 (1964年、Colpix)
- 『ベイビー・ブリーズ』 - Baby Breeze (1965年、Limelight)
- Live at Fat Tuesday's (1981年、Fresh Sound)

ランディ・ブレッカー
- 『スコア』 - Score (1969年、Solid State)

トム・ハレル
- 『オープン・エア』 - Open Air (1986年、SteepleChase)

サム・リヴァース
- 『ア・ニュー・コンセプション』 - A New Conception (1966年、Blue Note)

ジョン・スコフィールド
- 『ラフ・ハウス』 - Rough House (1978年)

フィル・ウッズ
- 『バーズ・オブ・ア・フェザー』 - Birds of a Feather (1982年、Antilles)
- 『ディジー・ガレスピー・ミーツ・フィル・ウッズ・クインテット / ラウンド・ミッドナイト』 - Dizzy Gillespie Meets Phil Woods Quintet (1987年、Timeless)
- Bop Stew (1988年、Concord)
- Bouquet (1989年、Concord)
- All Birds Children (1991年、Concord)